# Bergkirche St. Nikolaus (Rheinau ZH)

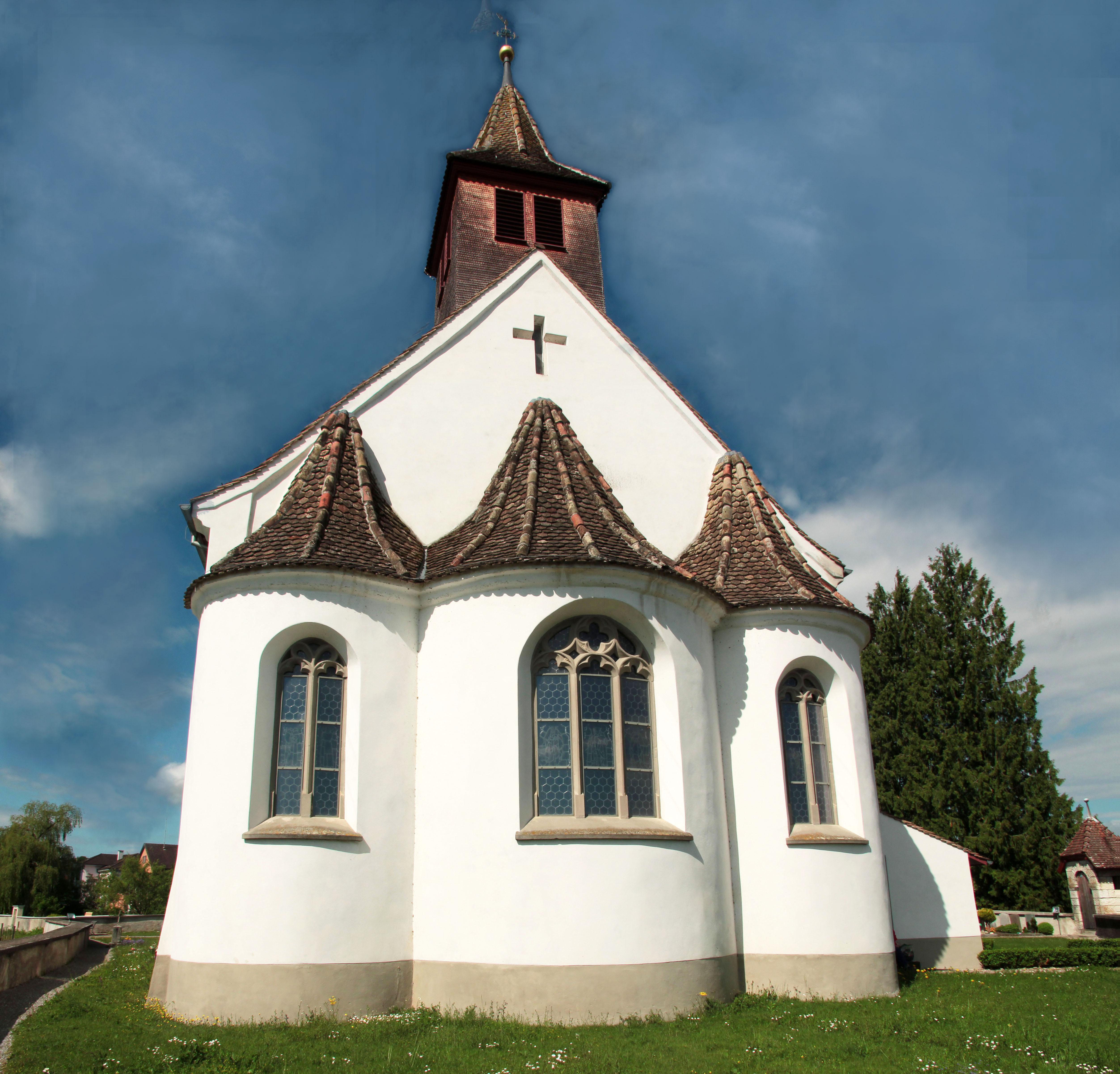
Bergkirche St. Nikolaus Rheinau ZH (Aussenansicht, von Osten)

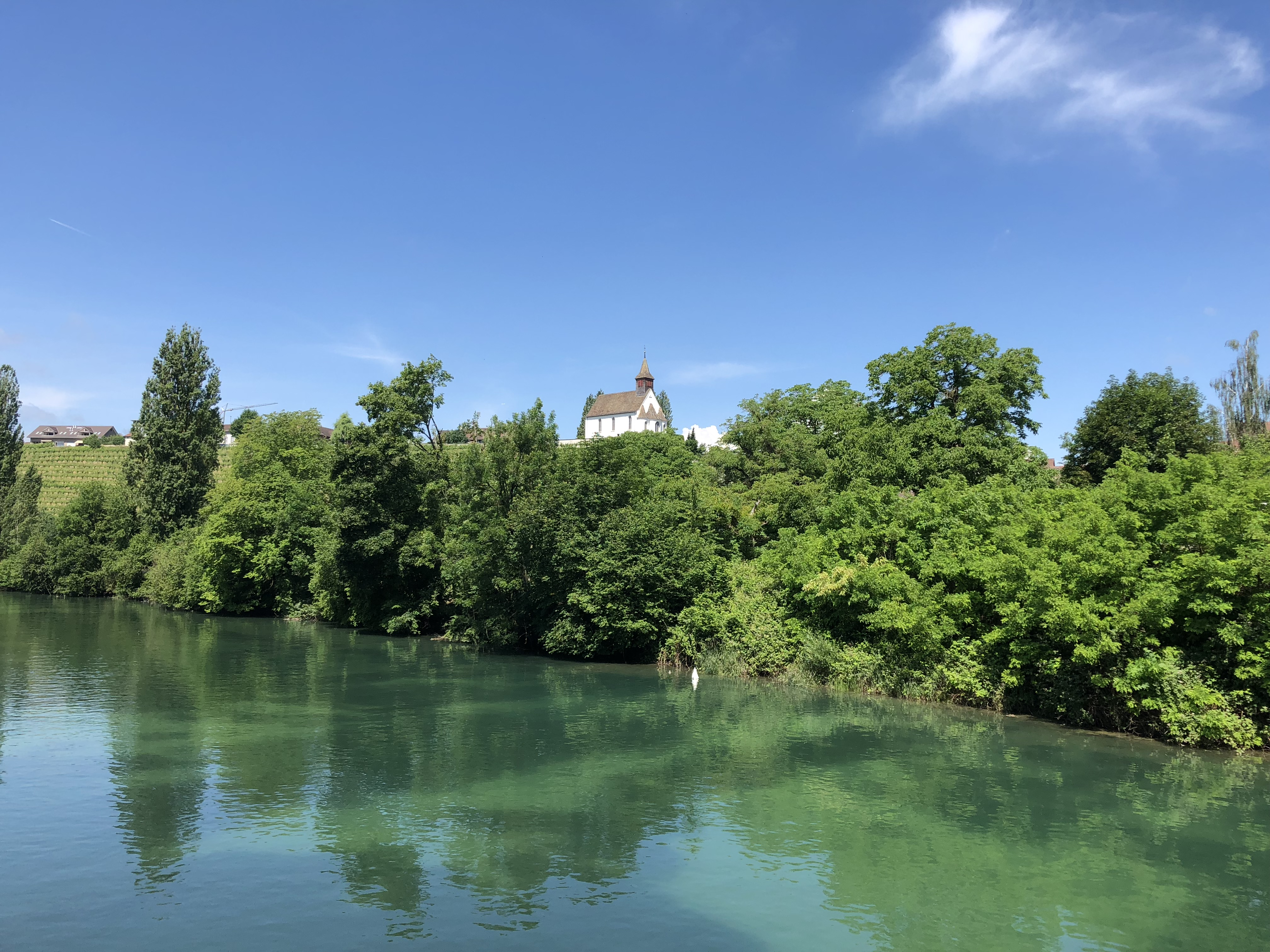
Ansicht von der Klosterinsel aus

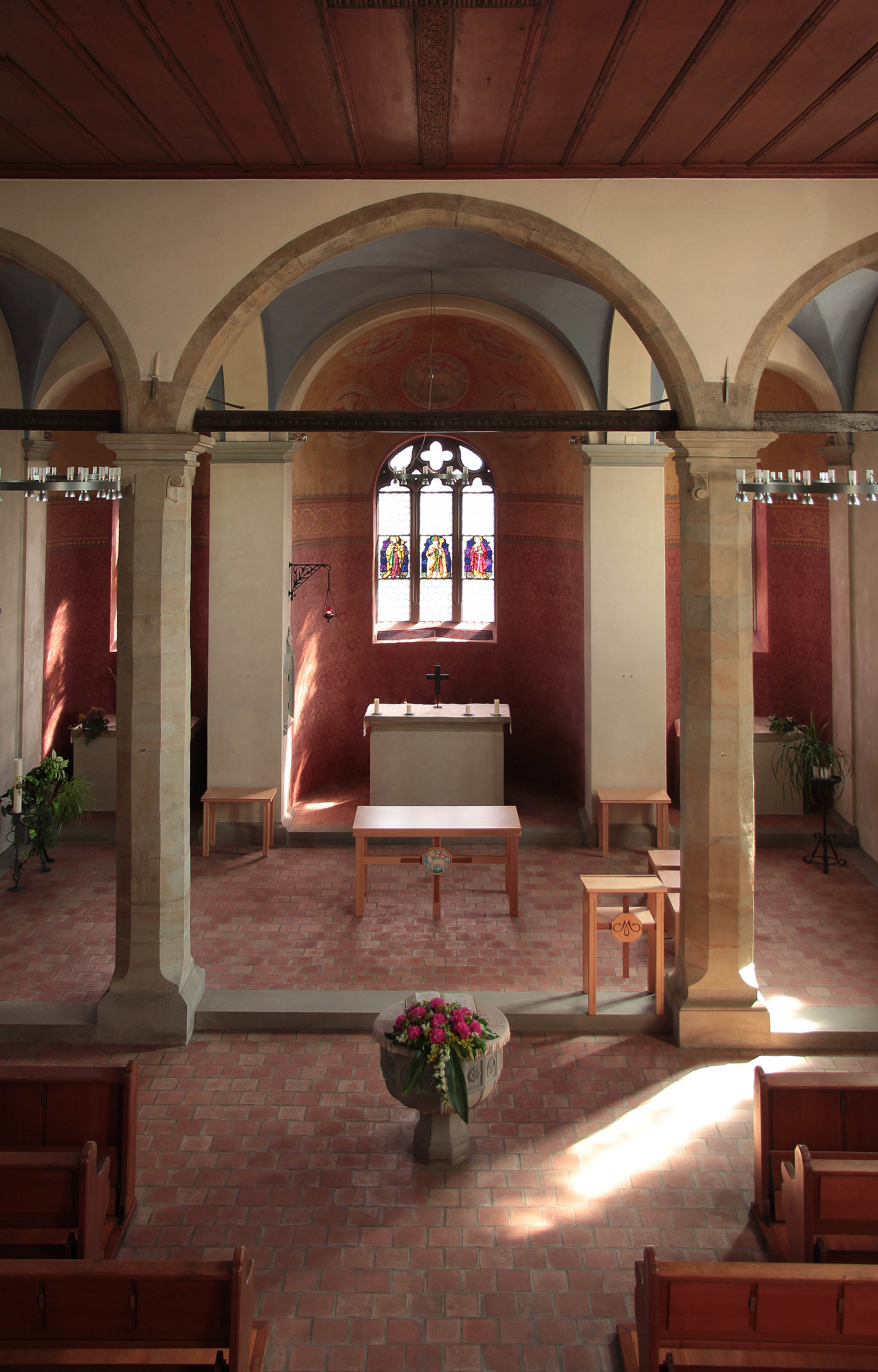
Innenansicht

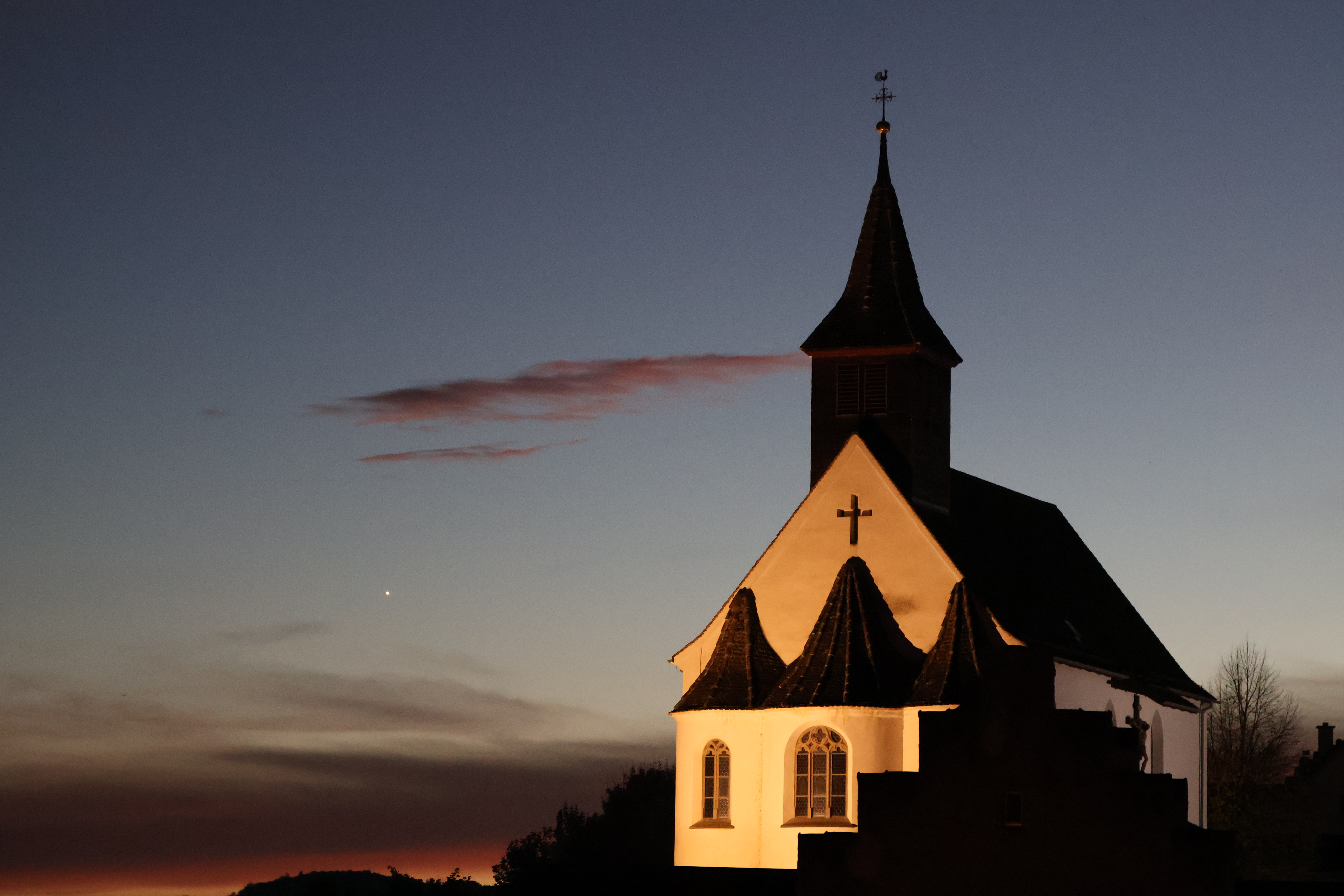
Bergkirche St. Nikolaus Rheinau ZH in Abenddämmerung

Die Kirche St. Nikolaus ist neben der Klosterkirche die zweite grosse Kirche in Rheinau ZH im Kanton Zürich. Sie steht etwas erhöht, weshalb sie auch Bergkirche genannt wird. Sie ist eine der wenigen Simultankirchen im Kanton Zürich.

## Entstehungs- und Baugeschichte
Der älteste Teil von Rheinau ist die sogenannte Unterstadt, deren Einwohner zur Kirche St. Felix und Regula auf der Insel kirchgenössig waren. Um das Jahr 1126 errichtete der Graf Rudolf von Lenzburg auf der Anhöhe über der Unterstadt eine Stadtmauer, die auf der einen Seite von einem Turm und auf der anderen Seite von der als Eigenkirche erbauten Bergkirche St. Nikolaus flankiert war. Als auch der Bergrücken besiedelt wurde und die Stadtmauer auf den früheren Keltenwall verlegt wurde, erhielt die Bergkirche die Funktion einer Pfarrkirche für die Oberstadt und wurde 1298 dem Kloster inkorporiert. 1243 wurde erstmals ein Pfarrer genannt, im Jahr 1335 fand die Altarweihe statt. In der Reformationszeit führte ein konvertierter Mönch des Klosters Rheinau 1524 im Städtchen den Gottesdienst nach dem neuen Glauben ein und 1529 wurden Abt und Klostergemeinschaft ins Exil vertrieben. Nach dem Kappelerkrieg zogen die Mönche jedoch wieder ins Kloster zurück und die Mehrheit der Bewohner von Rheinau wurde wieder katholisch. Die Bewohner von Ellikon blieben dagegen reformiert. Weil diese nach wie vor zur Bergkirche Rheinau kirchgenössig waren, wurde diese weiterhin für reformierte Gottesdienste genutzt. 
1575 stürzte die baufällig gewordene romanisch-frühgotische Kirche ein, worauf das Gotteshaus 1578 neu erbaut wurde. Anders als der Vorgängerbau besass diese zweite Kirche keinen Chorturm samt Zeltdachhelm mehr, sondern lediglich einen Dachreiter. Eine Besonderheit stellen die drei Konchen dar, mit denen das Langhaus in anachronistischer Weise abgeschlossen wurde, greifen sie doch den romanischen Grundriss der Vorgängerkirche wieder auf. Um 1600 führte der Abt des Klosters in der Bergkirche wieder den katholischen Gottesdienst ein, worauf 1609 zwischen dem Kloster und dem reformierten Kanton Zürich ein paritätischer Vergleich erzielt wurde. Die Kirche wurde und wird seit dieser Zeit als Simultankirche sowohl von der reformierten als auch von der katholischen Bevölkerung genutzt. 1609 wurden an die Kirche eine Sakristei und ein Beinhaus angebaut, 1636 wurden in den drei Absiden die Altäre geweiht und Glocken gestiftet. Im 17. Jahrhundert wurde eine Flachdecke in die Kirche eingezogen und 1809 wurde der ehemals sechseckige gotische Dachreiter durch einen einfacheren, kastenförmigen Holzaufbau ersetzt. 1905 wurde das Innere der Kirche erneuert, wobei die Decke neu gestaltet wurde. Die Kirche erhielt zudem eine neue Kanzel, neue Kirchenfenster sowie die Altäre samt Ausmalung der Apsiden in neugotischem Stil. 
1970–1971 wurde die Gestaltung von 1905 weitgehend zurückgenommen, wobei die neugotischen Malereien weiss übertüncht wurden. Am 6. August 2004 schlug ein Blitz in den Dachreiter der Bergkirche ein, worauf dieser niederbrannte. Die Kirche samt Innenausstattung konnte jedoch gerettet werden. Die Schäden des Löschwassers hatten dennoch eine Gesamtrenovation der Kirche zur Folge. Nach zweijähriger Arbeit konnte 2006 der rekonstruierte Dachreiter mit den auf das Geläute der Klosterkirche abgestimmten Glocken sowie der Kirchenraum ihrer Bestimmung übergeben werden. Seit 2006 sind in den Konchen die Ausmalungen aus dem 17. oder 16. Jahrhundert wieder zu sehen. Am 1. Februar 2010 ging die Kirche in den Besitz der reformierten und der katholischen Kirchgemeinde über.

## Baubeschreibung

### Äusseres und Dachreiter
Die Bergkirche befindet sich an der Schulstrasse 1a in Rheinau an erhöhter Lage über der Unterstadt. Die Kirche ist geostet und besteht aus einem Langhaus, das mit drei mittelalterlich wirkenden, aber aus der Zeit ihres Wiederaufbaus von 1578 stammenden Konchen abgeschlossen wird. Auf dem östlichen Teil des Satteldachs befindet sich der Dachreiter. Er birgt ein vierstimmiges Geläute, das aus der 1948 gestifteten Petrusglocke aus der Klosterkirche sowie drei neuen Glocken besteht, die 2006 von H. Rüetschi AG, Aarau gegossen wurden. Die Glocken sind auf die Töne fis′, h′, dis″ und fis″ gestimmt. Die Fenster des schlichten Kirchbaus verweisen auf die spätgotische Entstehungszeit des heutigen Kirchbaus. Unter einem Vordach gelangt der Besucher in das Innere der Kirche.

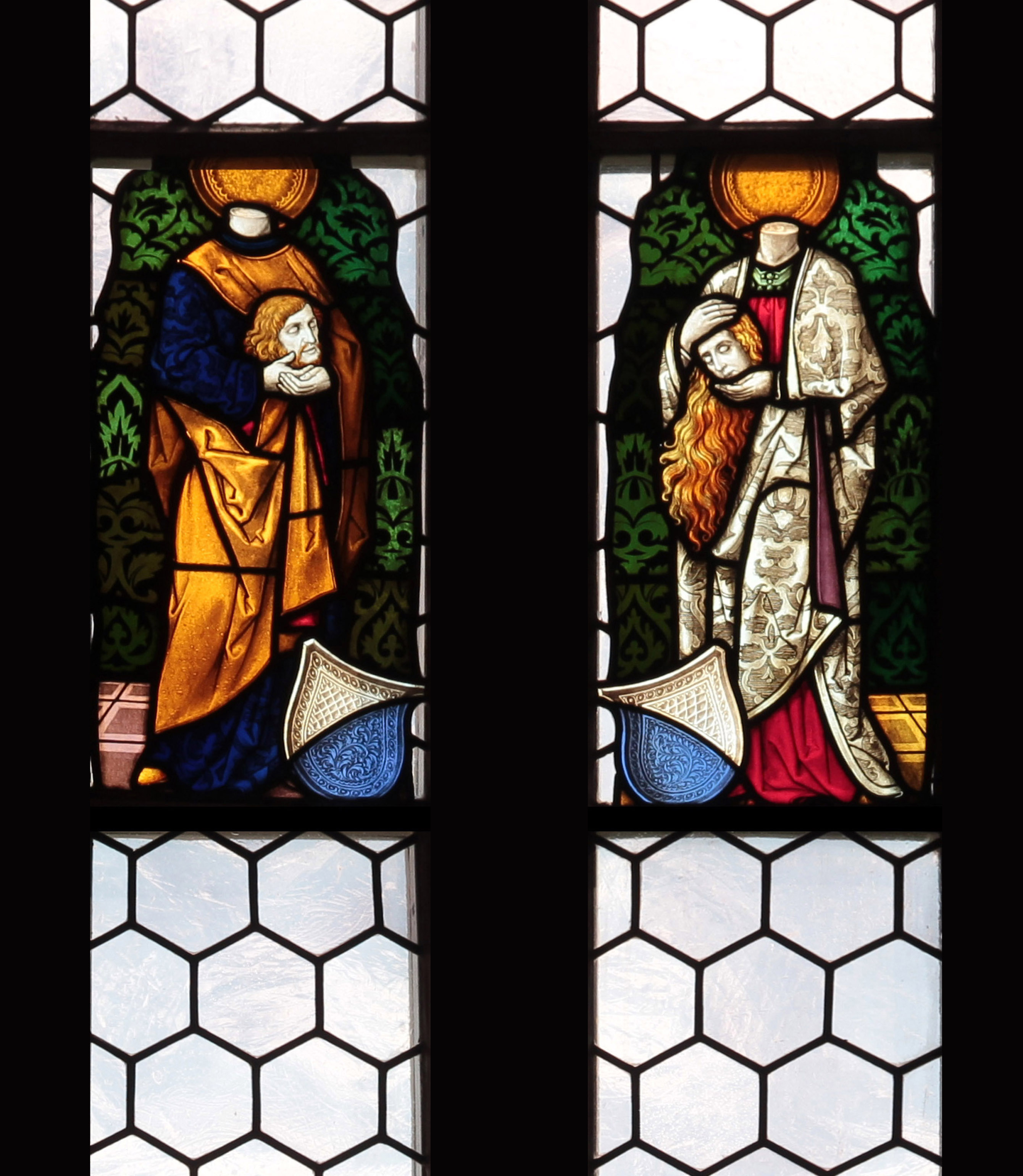
Glasfenster: Die Heiligen Felix und Regula
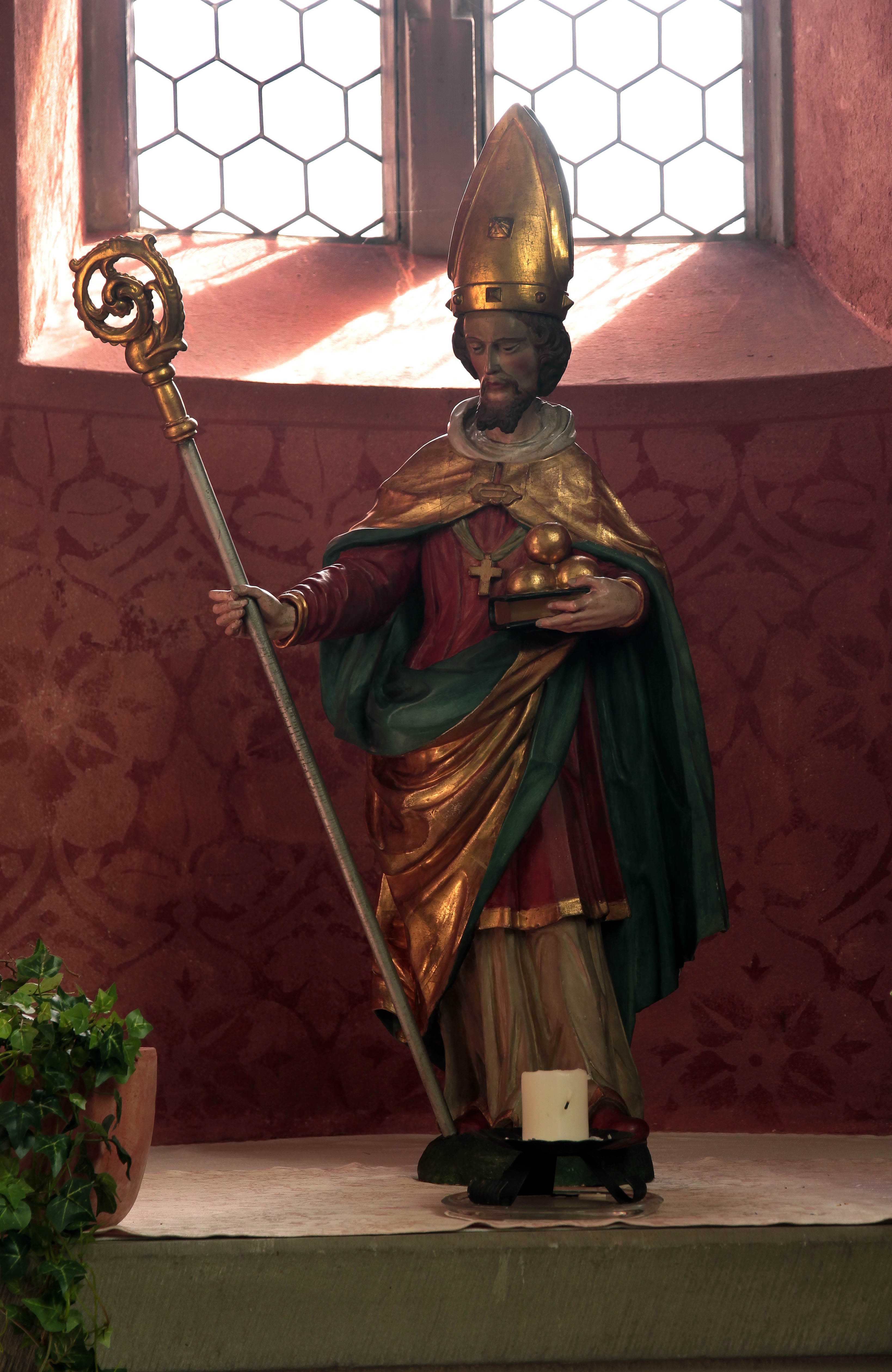
Statue: Kirchenpatron Hl. Nikolaus von Myra
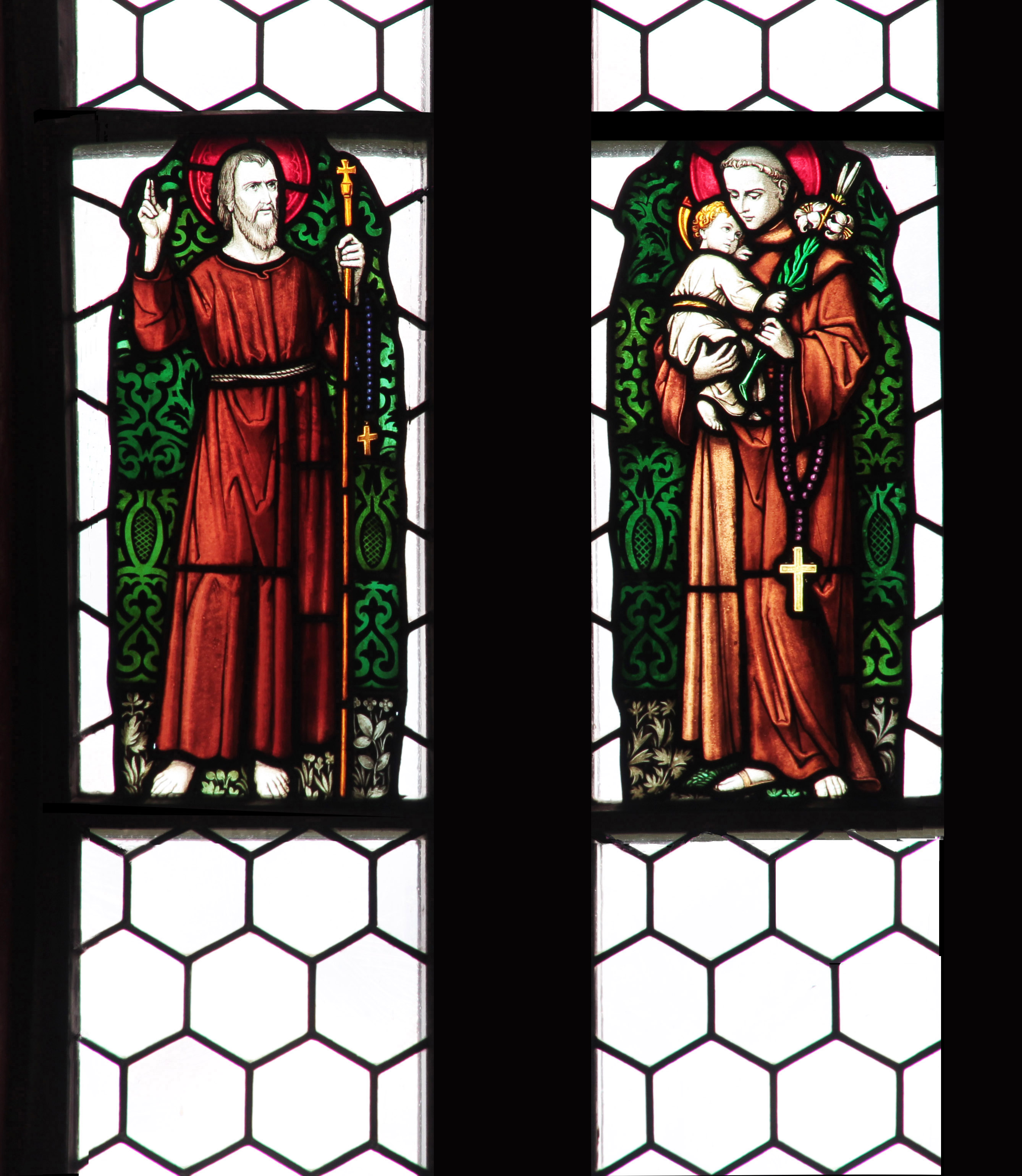
Glasfenster: Niklaus von Flüe und Hl. Antonius

### Innenraum und künstlerische Ausstattung
Das Langhaus wird von einer schlichten dunkelbraunen Holzdecke überspannt. Der Chorraum ist vom Langhaus um eine Stufe abgehoben und wird räumlich durch drei Spitzbögen optisch abgetrennt. Der mittlere dieser Bögen ist breiter als die anderen beiden und nimmt damit die Gestaltung der mittleren Konche vorweg. Seit der Neugestaltung des Kircheninnern im Jahr 2006 sind die drei Konchen farbig gefasst. Der untere Teil ist in rötlichen Tönen gehalten und geht in Gelbtöne über. In der mittleren Apsis sind auf sternenbemaltem Grund die vier Evangelistensymbole zu erkennen, welche das Lamm Gottes umgeben. Das Kreuzgratgewölbe zwischen Konchen und den Spitzbögen ist blau gehalten. Neben dem Eingang zur Sakristei befindet sich ein gotisches Kruzifix. Vor den Bankreihen befinden sich der Taufstein und dahinter der moderne Volksaltar.

### Orgel
Nach dem Brand durch Blitzeinschlag im Jahr 2004 wurde im Jahr 2007 die Orgel von der Firma Orgelbau Kuhn errichtet. Es handelt sich um ein mechanisches Instrument mit 17 klingenden Registern, verteilt auf zwei Manuale sowie Pedal. Aufgrund der beengten Platzverhältnisse wurden drei der vier Pedalstimmen dem Hauptwerk als Transmissionen entnommen. Am 16. Juni 2007 wurde die Orgel eingeweiht.

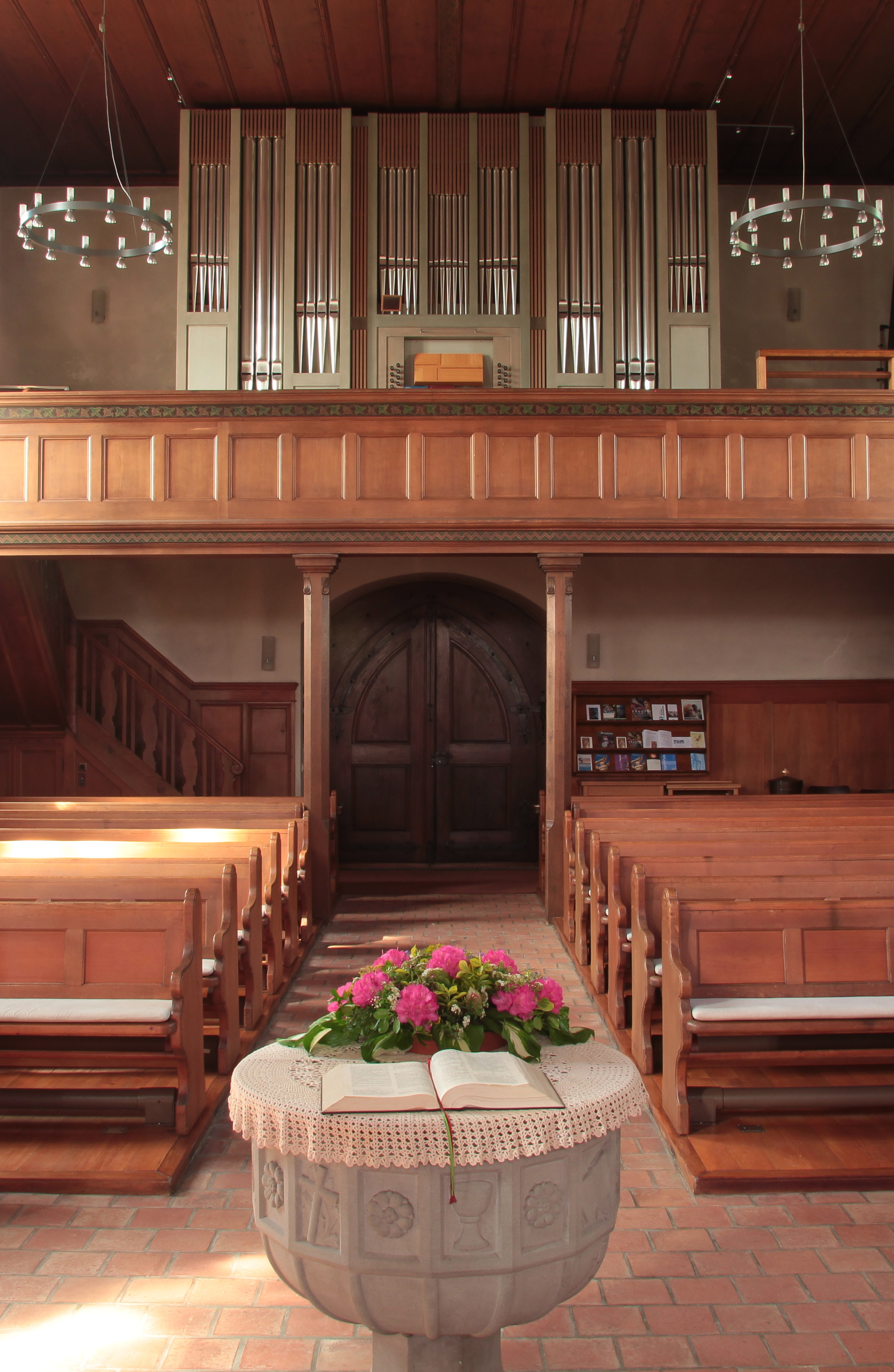
Innenraum: Blick zur Empore mit Kuhn-Orgel von 2007

| I Hauptwerk C–g3 |       |
| Principal        | 8′    |
| Rohrgedackt      | 8′    |
| Flauto dolce     | 8′    |
| Octave           | 4′    |
| Flauto           | 4′    |
| Superoctave      | 2′    |
| Mixtur IV        | 1 ⁄3′ |
| Trompete         | 8′    |

| II Schwellwerk C–g3 |        |
| Gedackt             | 8′     |
| Salicional          | 8′     |
| Unda maris (ab c0)  | 8′     |
| Rohrflöte           | 4′     |
| Nazard              | 2 ⁄3′  |
| Flautino            | 2′     |
| Terz                | 1 3⁄5′ |
| Oboe                | 8′     |
| Tremulant           |        |

| Pedal C–f1    |     |
| Subbass       | 16′ |
| Principalbass | 8′  |
| Gedackt       | 8′  |
| Trompete      | 4′  |

- Koppeln: II/I, I/P, II/P